# Минаков, Станислав Александрович
Станисла́в Алекса́ндрович Минако́в (род. 22 августа 1959, Харьков, УССР) — русский поэт, прозаик и эссеист, переводчик, публицист, журналист. Отец поэтессы Анны Минаковой и прозаика Александра Минакова.

## Биография
В 1961—1978 гг. жил с родителями в Белгороде, где окончил восемь классов средней школы № 19, а также с отличием Индустриальный техникум (ныне колледж) по специальности «телевизионная техника и радиорелейная связь». В Харькове с 1978 г. учился на радиотехническом факультете Института радиоэлектроники (ХИРЭ, ныне — Харьковский национальный университет радиоэлектроники), по окончании которого (1983) работал на Харьковском приборостроительном заводе имени Т. Шевченко (ПО «Монолит») инженером по вводу в эксплуатацию АСУ АЭС (до 1988 г. часто выезжал в командировки на Игналинскую (Литва), Запорожскую (Украина), Балаковскую и Калининскую (Россия) АЭС), работал схемотехником в конструкторском бюро по созданию криогенной медицинской электронной аппаратуры (1988—1990).
В 1990—1992 гг. периодически выезжал на малярно-высотные работы на элеватор станицы Старо-Щербиновской Краснодарского края.
С 1992 по 2005 г. занимался редакционно-издательской деятельностью.
С 1994 по 2005 гг. также работал на общественных началах (как член правления ХО НСПУ) в кабинете молодого автора Харьковской писательской организации, руководил ежегодным семинаром молодых писателей «Молодая Слобожанщина» (секция русской поэзии), за что отмечен «Благодарностью Харьковского городского головы» (1999). Автор идеи и издатель в течение нескольких лет харьковского молодёжного литературно-художественного альманаха «Левада» (до 2005 г. включительно).
Один из организаторов (вместе с Л. С. Карась-Чичибабиной, Ириной Евсой, А. Дмитриевым, В. Васильевым) и участник Международного фестиваля современной поэзии памяти Бориса Чичибабина (с 1999 г.), участник костромского Международного фестиваля современной русской поэзии (1993), киевского Фестиваля современной поэзии «Гилея» (2001) и «Киевские лавры-2006, 2007», член жюри и участник Международного Волошинских литературного фестиваля-конкурса в Коктебеле (2003—2012), международных литературных фестивалей "Берега" (Владивосток, 2008), "Русский беркут" (Новосибирск, 2012), "Фестиваль поэзии на Байкале" (Иркутск, 2013), член экспертного совета Литературного конкурса Международного форума славянских искусств "Золотой Витязь" и член Жюри  кинофестиваля Международного форума славянских искусств "Золотой Витязь" (2013).
Редактор около 100 книг, журнала «Бурсацкий спуск», составитель (совместно с А. Дмитриевым и И. Евсой) и издатель сборников «Дикое Поле. Стихи русских поэтов Украины конца XX века» (Харьков, Крок, 2000), «Ветка былой Эллады. Греческие мотивы в современной русской поэзии»(Харьков, Майдан, 2004), литературно-художественного юбилейного альманаха «Двуречье. Харьков-Санкт-Петербург» (Харьков, Крок, 2004).
В сентябре 2003 г. представлял Украину в составе европейской делегации писателей на Первом Евро-Тихоокеанском конгрессе ЮНЕСКО «Глобализация и сотрудничество» (Владивосток).
С 2000 г. занимается также журналистикой, опубликовал сотни статей преимущественно социально-культурного, правового и публицистического характера в газетах «Время», «Харьків`яни», «Событие», «Объектив-Но», «Слобідський край», «Наш Белгород», «Белгородские известия», журнале «Харьков. Что? Где? Когда?», еженедельниках «2000», «Новая демократия» (2005—2009), на сайтах «Русская народная линия», "Столетие", "Православие", "Одна родина" и мн. др.
В августе 2014 г. по причинам политического преследования переехал из Харькова в Белгород.
С 2010 по 2016 гг. был литературным соредактором (вместе с Анной Минаковой) журнала об искусстве для школьников, педагогов и родителей «Введенская сторона» (Старая Русса, Россия).
С 2012 г. — член редколлегии журнала "Бийский вестник" (Бийск).
С 2014 г. — также член редколлегии журнала "Человек на Земле" (Москва).
С 2017 г. — также член редколлегии журнала о делах милосердия "Добродетель" (Белгород).
С 2017 г. — также член редколлегии литературно-просветительского альманаха "Возвращение" (Белгород).

### Книги
- «Имярек» (Москва, Современник, 1992).
- «Вервь» (Харьков, Издатель, 1993).
- «Листобой» (Харьков, Крок, 1997, стихи и проза; на суперобложке — отзывы А. Кушнера и Б. Чичибабина).
- «Хожение» (Москва, Поэзия.ру, 2004; стихи 1983—2004, переводы, пьеска, две поэмки; предисловие Ю. Г. Милославского).
- «Где живёт ветер» (ХЦ СП Интербук, 1991) — переводы стихотворений А. А. Милна.
- «Храмы России» (Москва, ЭКСМО, 2008, 2010, 2012). Автор-составитель.
- «Храмы великой России», альбом (Москва, ЭКСМО, 2009). Автор-составитель.
- «Всеобщая история музыки» (Москва, ЭКСМО, 2009). Автор-составитель, в соавторстве с А. Минаковой.
- «История мировой музыки: Жанры. Стили. Направления» (Москва, ЭКСМО, 2010). Автор-составитель, в соавторстве с А. Минаковой.
- «Святыни великой России», альбом (Москва, ЭКСМО, 2011). Автор-составитель.
- «Невма» (Новосибирск, поэтическая библиотека журнала «Сибирские огни», 2011).
- «У ограды Бела града» (Белгород, Константа, 2013). Статьи, очерки, дневники, записки, стихи.
- «Снить» (Новосибирск, поэтическая библиотека журнала «Сибирские огни», 2014).
- «Райские отсветы в земных сумерках» (Белгород, Константа, 2017). Статьи и эссе о русской культуре XiX-XXI веков.
- «Когда мы были на войне...» (СПб, Алетейя. 2019). Эссе и статьи XXI века о стихах, песнях, прозе и кино Великой Победы.
- «Райские отсветы в земных сумерках» (Санкт-Петербург. ОПИТ. 2020). Статьи и эссе о русской культуре XiX-XXI веков. Издание 2-е, дополненное.
- “«Горит свечи огарочек…». Великая Победа в отечественном искусстве. Эссе и статьи XXI века”. (Белгород, Издательство Сангалова К.Ю, 2021).
- «Вино с печалью пополам» (СПб, Алетейя. 2022). Статьи о русской поэзии.
- «Уверение Фомы» (СПб, Алетейя. 2023). Рассказы, очерки, записи.
- «Веселыми ногами. Книга духовных путешествий. XXI век» (М.; СПб. «Т8 Издательские Технологии» / «Пальмира», 2023).
- "Русский Харьков" (М.; Вече. 2024).
- "Русский Киев" (М.; Вече. 2024).
- «Русалим» (СПб, Алетейя. 2024). Стихи разных лет.
- "Курск и Белгород. Дуга столетий" (М.; Вече. 2025).
- «“Пили мы Победное красное вино...” Великая Отечественная война и великое отечественное искусство" (СПб, Алетейя. 2025). Эссе и статьи.

### Стихи
В журналах «Студенческий меридиан», «Сельская молодёжь», «Литературная учёба», «Арион», «Литва литературная», «Подъём», Византийский ангел", «Радуга», «Соты», «Бурсацкий спуск», «Лицейский вестник», «©оюз Писателей», иерусалимской «Галилее», «Иерусалимском журнале», красноярском журнале «День и ночь», хабаровском «Дальний Восток», новосибирском «Сибирские огни», «Воздух», «Кукумбер», «Новый мир», «Октябрь», «Дружба народов», «Введенская сторона» (Старая Русса), «Фома»; в альманахах «Истоки» (1984,1987), «День поэзии» (1987), международном «Стрельце» (1999), [stihi.pro/almanac/7-almanax-provinciya.html Международный альманах «Провинция»(2004)], «Двуречье. Харьков-Санкт-Петербург» (2004), владивостокском «Рубеж» (2004), и «Сихотэ-Алинь» (2006), нью-йоркском «Нам не дано предугадать» (Mir collection, 2006), московском «Илья» (2006); в сборниках «Турнир» (1987), «Отчий дом» (1988), «Молодая поэзия-89» (1989), «Отчизна доверяет нам судьбу» (1989), «Свидание» (1989), «Слово о бойце» (1990), «Дикое Поле. Стихи русских поэтов Украины конца XX в.» (2000), «Антология русских поэтов Украины» (1998), в мюнхенской антологии «Киевская Русь. Современная русская поэзия Украины» (Tolstoy-Bibliotek, 2003), «Лауреаты литературных премий Харьковского горисполкома» (2003), «Ветка былой Эллады. Греческие мотивы в современной русской поэзии» (2004), сборники стихотворений участников Харьковского фестиваля имени Б. Чичибабина «Между печалью и ничем…» (2004), «Звучащий свет» (2005), «А когда настанет завтра, прозвенит ли мое слово… Международному фонду памяти Б. Чичибабина — 10 лет» (2006), хрестоматии «Русская поэзия XXI в.» (2007), в газете «Литературная Россия» (1984), в нью-йоркской газете «Русский базар» (1999), [www.russianottawa.com/cms/newspaper/index_050406225116.shtml «Русская Оттава»] (2005), антологии «Русская поэзия XXI века» (Москва, Вече, 2009), альманахе «Лава» (Харьков, 2010, 2011), антологии «Молитвы русских поэтов. XX—XXI в.» (Москва, Вече, 2010) и мн. др.

### Переводы
Как переводчик с английского С. Минаков широко представлен в трехтомнике Е. Витковского «Семь веков английской поэзии» (М., 2007), где опубликованы переводы Минакова стихотворений А. и Ш. Бронте, Р. Эйтона, Д. Рассела, Х. Макдиармида, К. Патмора, О. Добсона, Л. Джонсона, Э. Даусона. В 2015 г. в австралийском альманахе «Витражи» опубликованы переводы из Сэра Роберта Эйтона (1570–1638).
Автор книги переводов стихотворений А. А. Милна для детей «Где живет ветер» (Интербук, Харьков, 1991). 
В переводе Минакова в журнале «Новый мир» опубликованы 
- драматическая картина в стихах «Голгофа» Нобелевского лауреата У. Б. Йейтса (2011, № 2),
- английские стихи В. Набокова (2024, № 7),
- цикл «Новый Робин Бобин», из народной английской поэзии для детей «Nursery Rhymes» (2016, № 12),
- подборка стихотворений Милна «Домовой, или Русский Винни-Пух forever» (2023, №8),
- а также в журнале «Алтай» (2024, № 1) подборка стихотворений Милна «Около Винни-Пуха. Король Джон Пип и другие».

Переводил Минаков и с украинского: стихотворения И. Муратова, В. Бойко, М. Фишбейна, сонеты И. Светличного, с древнегреческого — стихи Г. Эфесца. Стихи Минакова переводились на сербский, болгарский, украинский, армянский и немецкий языки.

### Проза и эссеистика
Проза, эссе, литературно-критические статьи, рецензии Минакова опубликованы в «Литературной газете», журналах «Юность», «Подъём», «Художник», «Литературное обозрение», «Русская провинция» и др. Обзорная статья о русской литературе Харькова [magazines.russ.ru/znamia/2001/5/min.html «Харьков: признаки жизни»] опубликована в журнале «Знамя» (2001).
Рассказ «Уверение Фомы» опубликован в юбилейном томе [www.ellekonkurs.ru/ «Мой Петербург»] (2003), рассказ [magazines.russ.ru/october/2007/4/mi6.html «Нежный Плотов»] — в журнале «Октябрь» (№ 4, 2007), рассказ «Да отверзу двери» — в газете «Слободской край» (Харьков, 2004).
Минаков — автор эссе об И. Бродском [www.poezia.ru/person.php?sid=16 «Третье Евангелие от Фомы? Претензии к Господу. Бродский и Христианство»] (2000), доклада «Достоевский в гравюрах С. Косенкова», «Мрачный оптимизм провинции. От провинциального к провиденциальному», [www.poezia.ru/person.php?sid=39 «Где просто, там ангелов со сто. Стиховые слова старцев»], с которыми выступал на международных симпозиумах в Санкт-Петербурге (2001), Москве ([www.dostoevsky-fund.ru Фонд Достоевского], 2001, 2004, 2006), форумах русистов в Ливадии (2003, 2006, 2007) и Гурзуфе (2006) и др.
Творчеству своего друга, заслуженного художника России Станислава Косенкова (1941—1994) Минаков посвятил немало статей, выходивших с 1984 г. в изданиях России и Украины.
Пишет паломнические православные очерки. Автор очерка «Весёлыми ногами» (Записки паломника: Оптина пустынь, Серафимо-Дивеевский монастырь. 2003), фрагменты опубликованы в московском журнале «Истина и жизнь (2005) и альманахе «Сихотэ-Алинь» (Владивосток, 2007). В альманахе «Илья» (2006) и черкасском альманахе «Пушкинское кольцо» (2006) опубликовал фрагменты паломнического очерка «От сего в сие» (Новые записки паломника).

## Цитаты
Стихи Минакова живы и гармоничны. Словом поэт пользуется мастерски. Не рассматривание, а сопереживание — основа поэтики С. Минакова. И — не схоластическое, а живое ощущение Бога. Даже в иронии Минакова нет высмеивания и злобы, всегда приотворена дверь, сквозь которую сочится свет добра и надежды.
Ирина Евса (Харьков, 1993, из рекомендации в НСПУ)
Духовную сущность минаковской поэзии лучше всего выражает одно из его любимых слов — осиянность... Это — поразительная, хочется даже сказать, чудесная защищенность, той самой природы, что и у чистейшей рублевской „Троицы“.
Игорь Лосиевский (Харьков, 1997, газета „Вечерний Харьков“)
Тональность лирики Минакова — меняющаяся, но всякий раз она несёт на себе неподдельный трагический отсвет.
Олег Мраморнов („Литературная Газета“, 1997)
[www.ozon.ru/context/detail/id/1688430 Минаков кажется единственным, по крайней мере в русской литературе, кто говорит о святости рождения Иисуса — через переживания Иосифа, мужа Марии.]
Вольфганг Казак, книга „Образ Христа в русской литературе“ (Мюнхен, 2000)
Касание к золотому дает силу С. Минакову... и это уже — касание к солнечной центирфуге с риском „обезглавиться“, но — цел: и с ухмылкой библейского рыбака плетет своё вервие...
Людмила Чумакина („Литературная Газета“, 2000)
Станислав Минаков — я читал его книги „Вервь“, „Листобой“, а сейчас передо мной лежит рукопись его новых стихов — сложившийся поэт, со своим поэтическим миром; его лирику, если бы лирика поддавалась классификации, следовало бы, наверное, назвать философской. Но это именно поэтическая философия, сочетающаяся с изобретательным и виртуозным отношением к слову.
...Значит, не разлучимся. Ежели — да, то ради
Речи — незлой отчизны, на языке, что даден
Игреку или греку — для утоленья жажды.
...То и реку, что в реку не окунуться дважды...
так заканчивается его стихотворение „Новогреческое“ с эпиграфом из Кавафиса: „Нам греки не чужие, говорю…“ Можно было бы привести в качестве примера и какое-нибудь другое стихотворение, например, — про бегство в Египет — прелестную „Песенку про ослика“, посвященную Дм. Сухареву.
Александр Кушнер (3 ноября 2003, из рекомендации в ПЕН-клуб)
Великий Свиридов Минакова любил недаром... В сочинениях Минакова подспудно присутствуют все эти „ля-минор-до-минор-соль“ русской посадской песни... Минаков пишет с онтологическою четкостью избрания предмета своих вдохновений: Бог-жизнь-смерть-любовь-Бог, а все остальное от лукавого.
Юрий Георгиевич Милославский (Нью-Йорк, 2004, из предисловия к книге С. Минакова „Хожение“)
В книге Минакова „Хожение“ есть стихи, которые бьют по сердцу (это выражение Гумилёва). Думаю, она во свидетельство Бога и в утешение людям, идущим по пути к Нему (утешение — в смысле: свидетельство того, что кто-то прошёл по этому пути и Встреча состоялась; это необыкновенно важно).
Андрей Поляков (Симферополь, 2004)
Минаков действительно масштабный, настоящий поэт нашего времени, владеющий персональной интонацией, которая делает его узнаваемым даже в кишащей графоманами помойной яме интернетской Стихиры. Филологическая база, культурная — всё это у Минакова имеется, и слава Богу, что есть поэт, которым можно полировать рыла хотя бы казанским постмодернистам, выросшим на топкой почве волжской излучины.
Культурный фундаментализм, интонационная, лингвистическая и метафорическая свободы — вот что определяет достойного литературного деятеля во все времена. Потому Минаков и один, что стаями такие люди не ходят...
Алексей Остудин (Казань, 2004, из письма И. Кручику)
Пьеса Минакова „На холмах…“ — химически полная энциклопедия слобожанской жизни.
[sp-issues.narod.ru/ Журнал „©оюз Писателей“] (Харьков, № 6, 2005)
„С первых же строк, что бывает довольно редко, я почувствовал безоговорочную исключительную одаренность автора и то, что одаренность эта дает ему еще более редкое право, не подчиняясь сложившимся традициям и привычным меркам, на каждом шагу нарушая их, самому устанавливать законы, по которым следует судить его творчество“, — писал о молодом Минакове Борис Чичибабин.
...минаковская муза преуспела не столько в неподчинении традиции, сколько в разумном и продуктивном с ней (вернее же — с ними, традициями) взаимодействии...
В отношении Минакова это справедливо и со словарной, и с ритмической, и с синтаксической, и с композиционной, и даже с религиозной точек зрения....
Широта минаковской поэтики позволяет ему с завидной эффективностью использовать приемы из, как могло бы показаться при не очень пристальном рассмотрении, чуждых автору арсеналов...»
[www.nlobooks.ru/rus/magazines/nlo/196/503/551/ Р. Мельников, Ю. Цаплин, «Северо-восток юго-запада (о современной харьковской литературе)»] (НЛО, 2007)
...фонема сама напоминает жужжание пчел жарким летним полднем — «ХОЖЕНИЕ». Чуткое ухо услышит здесь действительно что-то медвежье, лесное, сладко-усталое, блаженно-евангелическое, почти детское. Тут и дремучие дебри наших русских сказок, и медведь «Липовая нога», и видение отроку Варфоломею, и гудение добротных пасек Святогорского монастыря, что сахарной головой высится на крутом берегу Северского Донца...
Что можно добавить к словам знаменитого Ю. Г. Милославского о том, что Минаков обладает таким редким и прекрасным умением: «…предметы, попадающиеся ему навстречу, как положено в нашем деле, особенным образом распределены, да еще в сочетании с онтологическою четкостью избрания предмета своих вдохновений: Бог — жизнь — смерть — любовь — Бог, а всё остальное от лукавого…»
Замечательна «медленность» его текстов. Вопреки культивирующемуся ныне «ускорению» жизни, для чего придумано немало фишек, например, курсы скоростного чтения или те же мобильные телефоны, книга «Хожение» создана для медленного чтения, несуетных взаимоотношений природы и человека, автора и читателя. Как никто, пожалуй, из современных поэтов, Минаков обладает мистическим умением замедлять бешеный, ревущий поток времени, в котором мы кипим и захлебываемся. В его стихотворениях мгновения мгновенной жизни застывают, «консервируются», как мушка в янтаре.
Но у Минакова смешение языков не только горизонтально-параллельное (русский — украинский), но ещё и вертикальное (от старославянского до ново-русского), и это свободное плавание в стихии языка придает его текстам совершенно неповторимое звучание и мощную энергетику. Звук получается стереофонический, нутряной и «домашний». Все эти «сум», «ладо», «купель» и «медведушка» попадают семенами в целину нашей памяти, памяти наших бабок и глубже, глубже...
Интонация. Благодарное (и благодатное) ощущение мира, как золотого шара, все точки которого равноудалены и равно-ценны! Скрипка и тарелка, Петрарка и побирушка, музыка Гайдна и крик гуся из-за оврага.
Может быть, ещё и поэтому так многообразен мир Станислава Минакова. Он исходил его, он исходил по нему, большой поэт, мятущийся и любящий.
[www.artcross.com.ua/content/«по-ребру-речевому-острому» «По ребру речевому острому…»], Нина Виноградова, лауреат премии им. Чичибабина-2006.

## Участие в организациях
- Член Национального союза писателей Украины (1994-2014).
- Всемирной организации писателей «Международный PEN-Club», Русский центр, Москва (2003).
- Союза писателей России (2006).
- Международного фонда памяти Б. Чичибабина (1997).

## Премии, награды
- Харьковская муниципальная премия им. Б. Слуцкого (1998).
- Премия «Народное признание» (Харьков, 2005).
- Международная премия имени Арсения и Андрея Тарковских (Киев-Москва, 2008).
- Всероссийская литературная премия «Отчий дом» им. братьев И. В. и П. В. Киреевских (Москва-Калуга, 2009).
- «Золотой диплом» Международного форума искусств «Золотой Витязь» за сборник стихотворений «Невма» (Москва, 2012).
- Диплом от Митрополита Киевского и всея Украины Владимира в конкурсе «Православная моя Украина» (2009, к 1020-летию Крещения Руси, «за развитие современной духовной литературы, направленной на утверждение Православной Веры и Святой Церкви»).
- Лауреат конкурса «Культурный герой XXI в.» (Киев, 2002).
- Призер конкурса на лучший перевод английского стихотворения В. Набокова «Ode to a Model» (Киев, 2003).
- Победитель Всеукраинского конкурса «Русское слово Украины» в номинации «Публицистика» (Киев, 2003).
- Победитель турнира поэтов в рамках Международного литературного Волошинского конкурса-фестиваля в Коктебеле (2004).
- Золотая медаль "В. М. Шукшин" (2014).
- Премия журнала "Алтай" в номинации "Поэзия" (2017).
- Медаль РПЦ Святителя Иоасафа, епископа Белгородского, чудотворца, II степени (2019).
- Медаль «Герой Советского Союза писатель В. В. Карпов» (2020) за книгу "Когда мы были на войне..." Эссе и статьи о стихах, песнях, прозе и кино Великой Победы (Санкт-Петербург, «Алетейя», 2019).
- Диплом Всероссийской премии им. Дельвига «За верность слову и Отечеству» (2022) в номинации «Наука и просвещение» (Публицистика).
- Всероссийская поэтическая премия им. Анны Ахматовой (Санкт-Петербург, 2024) за книгу "Русалим".
- Международная литературная премия им. Фазиля Искандера (Москва, 2024) за книгу "Русалим".
- Медаль РПЦ Священномученика Никодима, епископа Белгородского, II степени (2024).
- Всероссийская литературная премия «Прохоровское поле» (2025) за книги «Русский Харьков» и «Русский Киев».
- Диплом финалиста Национальной литературной премии им. Д. Гранина (2025) в номинации «Малая проза» за книгу «Уверение Фомы. Рассказы, очерки, записи».